# Pambolus
Pambolus is een geslacht van insecten uit de orde vliesvleugeligen (Hymenoptera) en de familie schildwespen (Braconidae).

## Soorten
Deze lijst van 43 stuks is mogelijk niet compleet.
- P. aciculatus Brues, 1924
- P. achterbergi Belokobylskij, 1986
- P. africanus (Brues, 1926)
- P. alboannulatus Belokobylskij, 1992
- P. americanus (Ashmead, 1892)
- P. biglumis (Haliday, 1836)
- P. brevipennis (Kieffer, 1906)
- P. caudalis Belokobylskij, 1988
- P. collessi Belokobylskij, 1992
- P. coracinus Belokobylskij, 1992
- P. curvicaudis Belokobylskij, 1986
- P. duplotaeniatus van Achterberg, 2003
- P. flavicornis Szepligeti, 1913
- P. gracilis Belokobylskij, 1992
- P. granulatus van Achterberg, 2003
- P. halteratus (Kieffer, 1906)
- P. hebes Papp, 1996
- P. hemitaeniatus van Achterberg, 2003
- P. ignarus Papp, 1996
- P. leponcei van Achterberg & Braet, 2004
- P. longicornis (Enderlein, 1920)
- P. micropennis van Achterberg, 2003
- P. microspinosus Belokobylskij, 1992
- P. microstriatus van Achterberg, 2003

- P. mostovskii (Belokobylskij, 1999)
- P. nepalensis Papp, 1996
- P. oblongispina Papp, 2000
- P. pallipes (Forster, 1862)
- P. pappi Braet & van Achterberg, 2003
- P. pilcomayensis van Achterberg & Braet, 2004
- P. pulchricornis Szepligeti, 1913
- P. ruficeps Belokobylskij, 1988
- P. rufigaster (Dahl, 1912)
- P. rufus Braet & van Achterberg, 2003
- P. rugulosus (Hellen, 1927)
- P. seyrigi (Granger, 1949)
- P. sharkeyi (Belokobylskij, 1998)
- P. similis Belokobylskij, 1992
- P. spinator Belokobylskij, 1992
- P. topali Papp, 1996
- P. tricolor (Ruthe, 1854)
- P. unicolor Belokobylskij, 1992
- P. vernicosus Belokobylskij, 1992